# KEEP ON SINGIN'!!!!!〜日本一心〜
『KEEP ON SINGIN'!!!!!〜日本一心〜』（キープ・オン・シンギン にっぽんいっしん）は、吉川晃司12枚目のベスト・アルバム。

## 概要
半年前リリースのベストアルバム『KEEP ON KICKIN'!!!!!』未収録曲から選曲された。
サブタイトルの「日本一心」は、同年7月30日31日に開催、吉川が所属するユニットCOMPLEXの東京ドームでのチャリティヴのタイトルと同じである。その書家の紫舟が記したタイトル文字がジャケットに載っている。DVD付初回限定盤、期間限定完全盤、通常盤の3形態での発売。初回限定盤は「あの夏を忘れない」MVとメイキング収録DVD付。期間限定完全盤は『KEEP ON KICKIN'!!!!!』をコンパイルした3CD。
尚、M-3の1990の歌詞については最後の部分の歌詞カードにはオリジナルの歌詞が記載されているが「振り向かずに歩いて行こう」と変えて歌唱している。

## 収録曲

### DISC.1
△…ライブ・ヴァージョン。 □…新録。
1. ジェラシーを微笑みにかえて (Live ver.)△ 
  - recorded at Yoyogi National Second Gymnasium / 2010
2. RAIN-DANCEがきこえる 2011□
3. 1990□
4. RAMBLING MAN□
5. 恋をとめないで (Live ver.)△
  - recorded at Yoyogi National Second Gymnasium / 2008
6. MODERN VISION 2007□
7. INNOCENT SKY 2011□
8. Cloudy Heart
9. LA VIE EN ROSE 2011□
10. パンドーラ
11. IMAGINE HEROES□
12. TOKYO CIRCUS
13. にくまれそうなNEWフェイス (Live ver.)△ 
  - recorded at SHIBUYA-AX / 2009 ～two mix ver.～
14. TARZAN
15. 光と影（Original Ver.）
16. ONE WORLD 2011□

### DISC.2
1. あの夏を忘れない
広島県民会議主催の「夢配達人プロジェクト」がきっかけで制作された曲。吉川が作曲し、彼の母校である広島県府中小学校の子供たちが作詞を手がけた。2011年8月3日に先行配信された[1]。
2. あの夏を忘れない 夢配達人プロジェクト（広島県府中町立府中小学校）の子どもたちver

## 参加ミュージシャン
- 吉川晃司：All Vocal & Guitar (Disc 1-3,4,11、Disc 2)、
- 菅原弘明：Arrange (Disc 1-7,9,18)、Programming (Disc1-7,9)、Bass (Disc 2)

- 坂東慧 - Drums (Disc 1-3,4,9,11)
- 菅沼孝三 - Drums (Disc 1-7、Disc 2)
- 小池ヒロミチ - Bass (Disc 1-3,4,7,11)
- 菊地英昭 - Guitar (Disc1 7,9)
- 矢代恒彦 - Keyboards (Disc 1-3,4,11)
- ホッピー神山 - Piano  (Disc-1 7,9、Disc 2)
- 富樫春生 - Piano  (Disc-16)
- 岡村美央 - Violin  (Disc-16)